# Reencuentro con la gloria
Reencuentro con la gloria  es una película en blanco y negro de Argentina dirigida por Iván Grondona sobre su propio guion que se estrenó el 1 de noviembre de 1962 y que tuvo como protagonistas a Martín Karadagián, Lilián del Río, Orestes Soriani y Perla Santalla. Colaboró también Alberto Sicardi en la coreografía.

## Sinopsis
Un luchador vive atormentado por el recuerdo de un amigo a quien cree haber matado en el ring.

## Reparto
Intervinieron en el filme los siguientes intérpretes:
- Martín Karadagián …Roberto, alias "Pantera"
- Lilián del Río …Sonia
- Orestes Soriani …Padre de Roberto
- Perla Santalla …Luisa
- José María Pedroza …Rodolfo
- Héctor Armendáriz …Médico
- Raúl del Valle …Raúl Ávila
- Pedro Goitía …Bobby
- Javier Portales …Hombre en tribuna
- Menchu Quesada …Mujer de Bobby
- Alfredo Almanza …Oficial
- Rodolfo Ganda
- Jorge Monteagudo
- Roberto Quesada
- César Nagle
- Juan Bautista Maggipinto
- Nelly Ricci
- Tito Wolf
- Julio Heredia
- Emma Russ
- Paula Svagel
- Rodolfo Rodríguez
- Carmen Panader
- Adolfo Andrade
- Ararat
- Luis Gorrini
- Hércules Negro
- El Verdugo
- El Cacique
- El Baturro
- El Barón
- César Bruto
- Marcos Brando
- Pantera Negra
- La Araña
- Manolete
- Di Negri
- Hans El Águila
- El Referí García
- Juan Baberese
- Hans Fidman
- Samuel Groiser

## Comentarios
El Heraldo del Cine opinó:

”Elemental en todos los aspectos, no resiste un análisis.”

Tiempo de Cine dijo:

”Realizada hace varios años y estrenado ahora  por el auge del catch, éste es un film sin arte, sin asunto, sin forma, con un astro popular –del deporte- al frente.”

Por su parte, Manrupe y Portela escriben:

”Ridícula opera única de Grondona, para delicia de los cineclubistas bizarros de tres décadas después. Se estrenó junto con el compilado de 25 minutos Titanes en el ring filmado por Canal 9 y extractado del programa de TV homónimo.”